# 龙泉寺大殿
龙泉寺大殿，位于中国河北省廊坊市信安镇，为廊坊市霸州市的一个省级文物保护单位，类型为古建筑，公布时间为1982年7月23日。
龙泉寺大殿的历史年代为金、明。